# Havnarbáturin
Havnarbáturin er en berømt færøbåd i den store 10-mannafar-klasse (10er mænd) på nationalsporten kappróður (kaproning).
Navnet betyder Havns-båden, dvs. Tórshavn båd, fordi den hører til roklubben Havnar Róðrarfelag. Havnarbáturin var fra 1973 til 2008 13 gange Færømester i sin klasse, hvilket er rekord. Men også i de andre klasser var ingen båd så succesrig. I alt vandt Havnarbáturin 1973-2004 49 gange guld, 54 sølv, og 30 gange bronze.
Da Havnarbáturin vandt Færømesterskabet i 2004 igen, var det meget spændende. Det var på den sidste regatta på Ólavsøkan i hovedstaden, hvad er traditionelt årets højdepunkt for hele nationen. Og det var meget knap, så ingen ved i det første øjeblik, hvem der nu var mester. Sammenregnet havde Havnarbáturin nemlig en årstid af 49:04.96, mens konkurrenten Nólsoyingurin var 84 sekunder bedre. Men Havnarbáturin havde én punkt mere end Nólsoyingurin.